# Liquiditätsmanagementtool
Durch ein Liquiditätsmanagementtool (LMT – englisch: liquidity management tool) können Kapitalverwaltungsgesellschaften auf Liquiditätsprobleme von offenen Fonds flexibel reagieren und gegebenenfalls eine im Einzelfall drohende Aussetzung der Rücknahme von Fondsanteilen verhindern. Alternativ wird auch der Ausdruck Liquiditätstool verwendet. Die LMT wurden mit Wirkung zum 28. März 2020 im Kapitalanlagegesetzbuch (KAGB) in Deutschland eingeführt. Folgende LMTs stehen zur Verfügung:
- Rückgabefristen: Bei liquiden Wertpapierfonds, erhält der Anleger wenige Tage nach Rückgabe seiner Anteile den vollen Rücknahmepreis gezahlt. Durch die Festlegung einer Rückgabefrist durch die KVG verzögert sich der Zeitraum zwischen der (Ankündigung der) Rückgabe und der Auszahlung des Rücknahmepreises um die Rückgabefrist.
- Rücknahmebeschränkung (Gating): Auf diesem Weg können Kapitalverwaltungsgesellschaften das Volumen der Rücknahmen pro Tag für einen Fonds beschränken, so dass an einzelnen Tagen nicht alle Rückgabewünsche aller Anleger befriedigt werden können. Die gesetzlich festgelegte Höchstdauer für eine Rücknahmebeschränkung beträgt 15 Arbeitstage.
- Swing Pricing: Es handelt sich um ein modernes Instrument der Anlegergleichbehandlung, da es zu einer verursachergerechten Verteilung der durch Anteilsrücknahmen oder Anteilsausgaben verursachten Kosten kommt. Bei einem Netto-Überschuss an Rückgaben oder Ausgaben wird für Ausgaben und Rücknahmen ein modifizierter Fondsanteilspreis angewendet. Wenn z. B. ein sehr großes Rücknahmeverlangen die KVG zu einem Verkauf von Vermögensgegenständen zwingt, dann stellt sie die hierdurch entstehenden Kosten nunmehr ausschließlich dem zurückgebenden Anleger über einen entsprechend reduzierten Rücknahmepreis in Rechnung.

Die BaFin hat folgende „Bewertung aus Verbrauchersicht“ vorgenommen: 
„Die neuen Instrumente zur Liquiditätssteuerung sind auf europäischer Ebene bereits vielfach implementiert. Sie sind sozusagen Notfallkonzepte für Zeiten, in denen sich ein Investmentvermögen in einer angespannten Liquiditätssituation befindet. Kommen sie zum Einsatz, so dient dies der Vermeidung belastenderer Maßnahmen für die Anleger wie beispielsweise der vollständigen Aussetzung der Rücknahme von Anteilsscheinen über einen längeren Zeitraum.“